# The Orchard
Albums de Lizz Wright
Dreaming Wide Awake
(2005) Fellowship
(2010)
The Orchard est le troisième album de la chanteuse Lizz Wright, enregistré en studio et paru en 2008.

## Liste des titres
| No  | Titre                                | Durée |
| --- | ------------------------------------ | ----- |
| 1.  | Coming Home                          |       |
| 2.  | My Heart                             |       |
| 3.  | I Idolize You (Ike Turner)           |       |
| 4.  | Hey Mann                             |       |
| 5.  | Another Angel                        |       |
| 6.  | When I Fall                          |       |
| 7.  | Leave Me Standing Alone              |       |
| 8.  | Speak Your Heart                     |       |
| 9.  | This Is                              |       |
| 10. | Song For Mia                         |       |
| 11. | Thank You (Jimmy Page, Robert Plant) |       |
| 12. | Strange                              |       |